# Crnogorski fudbalski kup 2018-2019
La Crnogorski fudbalski kup 2018-2019 (in italiano Coppa montenegrina di calcio 2018-2019), conosciuta anche come Kup Crne Gore u fudbalu 2018-2019, fu la 13ª edizione della coppa del Montenegro di calcio.
Il detentore era il OFK Titograd (che aveva vinto col nome Mladost Podgorica). In questa edizione la coppa fu vinta dal Budućnost (al suo 2º titolo) che sconfisse in finale il Lovćen.
In questa edizione le partecipanti scesero da 28 a 26, a causa della diminuzione dell'organico della Druga liga da 12 a 10 compagini.

## Formula
La formula è quella dell'eliminazione diretta, in caso si parità al 90º minuto si va direttamente ai tiri di rigore senza disputare i tempi supplementari (eccetto in finale). Gli accoppiamenti sono decisi tramite sorteggio.

### Calendario
| Turno            | Numero di incontri | Squadre | Entrano in questo turno                               | Date                       |
| ---------------- | ------------------ | ------- | ----------------------------------------------------- | -------------------------- |
| Primo turno      | 11                 | 26 → 16 | Tutte eccetto OFK Titograd, Igalo, Budućnost e Grbalj | 29 agosto 2018             |
| Ottavi di finale | 14                 | 16 → 8  | OFK Titograd, Budućnost e Grbalj                      | 3 e 24 ottobre 2018        |
| Quarti di finale | 8                  | 8 → 4   | Igalo                                                 | 7 e 28 novembre 2018       |
| Semifinali       | 4                  | 4 → 2   | –                                                     | 17 aprile e 1º maggio 2019 |
| Finale           | 1                  | 2 → 1   | –                                                     | 30 maggio 2019             |

### Squadre partecipanti
Partecipano 26 squadre: le 10 della Prva liga, le 10 della Druga liga e le 6 finaliste delle tre coppe regionali (Nord, Centro e Sud).
Prva liga
- Budućnost
- Grbalj
- Iskra Danilovgrad
- Lovćen
- Mornar
- OFK Titograd
- Petrovac
- Rudar Pljevlja
- Sutjeska
- Zeta

Druga liga
- Arsenal Tivat
- Berane
- Bokelj
- Dečić
- Igalo
- Jedinstvo Bijelo Polje
- Jezero
- Kom
- Mladost Lješkopolje
- Otrant-Olympic

Treća liga
- Borac Bijelo Polje (finalista Nord)
- Crvena Stijena (vincitore Centro)
- Komovi (vincitore Nord)
- Hajduk Bar (vincitore Sud)
- Ribnica (finalista Centro)
- Sloga Bar (finalista Sud)

## Primo turno
OFK Titograd, Igalo, Budućnost e Grbalj esentate in quanto semifinaliste della Crnogorski fudbalski kup 2017-2018.
| Squadra 1              | Risultato | Squadra 2           |
| ---------------------- | --------- | ------------------- |
| 28.08.2018             |           |                     |
| Hajduk Bar             | 0 – 13    | Mornar              |
| Berane                 | 0 – 3     | Rudar Pljevlja      |
| 29.08.2018             |           |                     |
| Komovi                 | 0 – 6     | Zeta                |
| Crvena Stijena         | 0 – 7     | Sutjeska            |
| Jedinstvo Bijelo Polje | 0 – 2     | Lovćen              |
| Sloga Bar              | 0 – 3     | Iskra Danilovgrad   |
| Bokelj                 | 0 – 1     | Petrovac            |
| Ribnica                | 0 – 7     | Kom                 |
| 30.08.2018             |           |                     |
| Borac Bijelo Polje     | 0 – 5     | Dečić               |
| Arsenal Tivat          | 3 – 0     | Jezero              |
| Otrant-Olympic         | 0 – 1     | Mladost Lješkopolje |

## Ottavi di finale
Igalo esentato per sorteggio.
| Squadra 1           | Totale          | Squadra 2         | Andata     | Ritorno    |
| ------------------- | --------------- | ----------------- | ---------- | ---------- |
|                     |                 |                   | 03.10.2018 | 24.10-2018 |
| Lovćen              | 3 – 2           | Dečić             | 2 – 1      | 1 – 1      |
| Rudar Pljevlja      | 0 – 1           | Budućnost         | 0 – 0      | 0 – 1      |
| Petrovac            | 1 – 1 (3-1 dtr) | OFK Titograd      | 0 – 1      | 1 – 0      |
| Mladost Lješkopolje | 4 – 0           | Kom               | 1 – 0      | 3 – 0      |
| Zeta                | 3 – 1           | Grbalj            | 1 – 0      | 2 – 1      |
| Sutjeska            | 7 – 1           | Iskra Danilovgrad | 3 – 0      | 4 – 1      |
| Arsenal Tivat       | 0 – 4           | Mornar            | 0 – 1      | 0 – 3      |

## Quarti di finale
| Squadra 1 | Totale | Squadra 2           | Andata     | Ritorno    |
| --------- | ------ | ------------------- | ---------- | ---------- |
|           |        |                     | 07.11.2018 | 28.11.2018 |
| Budućnost | 2 – 1  | Mladost Lješkopolje | 1 – 1      | 1 – 0      |
| Mornar    | 0 – 4  | Lovćen              | 0 – 1      | 0 – 3      |
| Petrovac  | 2 – 1  | Zeta                | 1 – 1      | 1 – 0      |
| Sutjeska  | 4 – 1  | Igalo               | 2 – 0      | 2 – 1      |

## Semifinali
| Squadra 1 | Totale      | Squadra 2 | Andata     | Ritorno    |
| --------- | ----------- | --------- | ---------- | ---------- |
|           |             |           | 17.04.2019 | 01.05.2019 |
| Lovćen    | 5 – 1       | Petrovac  | 1 – 1      | 4 – 0      |
| Budućnost | 1 – 1 (gfc) | Sutjeska  | 0 – 0      | 1 – 1      |

## Finale
| Squadra 1  | Risultato | Squadra 2 |
| ---------- | --------- | --------- |
| 30.05.2019 |           |           |
| Budućnost  | 4 – 0     | Lovćen    |

| Arbitro: | Milovan Milačić (Cattaro) |

| |            | |
| Perović 9’, 23’ (rig.), 68’ Zarubica 90’ | Marcatori  | |
| Dragojević Boljević Mirković Tučević Pešukić Filipović (39' Raičević) Krkotić Božović Mijić (73' Zarubica) Ivanović (82' Roganović) Perović | Formazioni | Janjušević Rajović Radišić Petričević (70' Vujović) Kaluđerović Pejaković (72' Marković) Draganić Eraković (46' Đurović) Pejović Vujović Camaj |
| Brnović | Allenatori | Miljenović |